# 웅장로
웅장로(Ungjang-ro) 경상남도 창원시 진해구 웅동동에서 김해시 응달동 응달교차로를 잇는 도로이다.

## 주요 경유지
경상남도
- 창원시 진해구 (웅동동) - 김해시 (장유동)

부산광역시
- 강서구 (녹산동)

## 노선
- (■): 자동차 전용도로 구간

| 이름                   | 접속 노선               | 소재지        | 소재지        | 소재지        | 비고                              |
| 남영로와 직결          | 남영로와 직결           | 남영로와 직결 | 남영로와 직결 | 남영로와 직결 | 남영로와 직결                     |
| ---------------------- | ----------------------- | ------------- | ------------- | ------------- | --------------------------------- |
| 공단 교차로            | 국도 제2호선 (진해대로) | 창원시        | 진해구        | 웅동동        |                                   |
| 웅동 교차로            | 웅동로                  | 창원시        | 진해구        | 웅동동        |                                   |
| 소사천2교              |                         | 창원시        | 진해구        | 웅동동        |                                   |
| 소사 교차로            | 대장로                  | 창원시        | 진해구        | 웅동동        |                                   |
| 대장천2교              |                         | 창원시        | 진해구        | 웅동동        |                                   |
| 부암천교               |                         | 창원시        | 진해구        | 웅동동        |                                   |
| 웅동터널               |                         | 창원시        | 진해구        | 웅동동        | 상행 연장 2,170m 하행 연장 2,163m |
| 웅동터널               |                         | 부산광역시    | 강서구        | 녹산동        | 상행 연장 2,170m 하행 연장 2,163m |
| 지사 교차로            | 과학산단로              | 부산광역시    | 강서구        | 녹산동        |                                   |
| 지사터널               |                         | 부산광역시    | 강서구        | 녹산동        | 상행 연장 1,298m 하행 연장 1,296m |
| 지사터널               |                         | 김해시        | 장유동        | 장유동        |                                   |
| 율하교                 |                         | 김해시        | 장유동        | 장유동        |                                   |
| 장유 교차로 (장유IC교) | 율하로                  | 김해시        | 장유동        | 장유동        |                                   |
| 응달교                 |                         | 김해시        | 장유동        | 장유동        |                                   |
| 응달 교차로            | 장유로                  | 김해시        | 장유동        | 장유동        |                                   |